# Дарри Коул
Дарри Коул (фр. Darry Cowl, настоящее имя Андре Пьер Даррико фр. Andre Pierre Darricau; род. 27 августа 1925, Виттель, Франция — 14 февраля 2006, Нейи-сюр-Сен, Франция) — французский актёр.

## Биография
Андре Пьер Даррико родился 27 августа 1925 года в Виттеле во Франции. В возрасте до 16 лет, после смерти своего отца, он узнает что у него другая биологическая мать, а Луиз Даррико сфальсифицировала беременность в течение шести месяц.
В 1930 году он поселился в Бордигере в Италии, где он провел свое детство. Окончил с отличием Лицей Вольтера в Париже. После серьезной травмы в полуфинальном чемпионате, он начал изучать музыку (фортепиано и классическую музыку). Затем он поступил в Парижскую консерваторию, но провалил экзамены.
Саша Гитри пригласил Даррико в фильм «Убийцы и воры», и он с тех пор стал сниматься в кино. Он появляется в бесчисленных комедиях, часто для того, чтобы удовлетворить потребность в деньгах, вытекающую из страсти к азартным играм.
В 1995 году выиграл премию Мольера за «лучшую мужскую роль второго плана», и премию «Сезар за выдающиеся заслуги в кинематографе» в 2001 году. В 2004 году был награжден премией «Сезар» в лучший актер второго плана за роль в фильме «Только не в губы».
Дарри Коул был дважды женат и опубликовал несколько книг о воспоминаниях. Он планировал сделать свое возвращение в театр в сентябре 2005 года, и поставить пьесу Жана Барбие, но из-за ослабленного раком здоровья Коул планы не были реализованы.
Дарри Коул умер 14 февраля 2006 года в своем доме в Нейи-сюр-Сен, от последствий рака легких. Он кремирован и его пепел был развеян на Пер-Лашез, а перед тем, был похоронен на кладбище Нейи-сюр-Сен.

## Избранная фильмография
- 1956 — Мадемуазель Стриптиз / En Effeuillant La Marguerite — Юбер Дюмон
- 1957 - Велосипед / Le triporteur
- 1958 — Будь красивой и молчи / Sois belle et tais-toi
- 1959 — Бродяга Архимед / Archimède le clochard — Арсен, бродяга
- 1960 — Француженка и любовь / La Française et l’Amour — профессор Дюфьё
- 1961 — Львы на свободе / Les lions sont lâchés
- 1962 — Тартарен из Тараскона / Tartarin de Tarascon
- 1963 — Счастливчики / Les veinards — Симон Таке
- 1965 — Злоключения китайца в Китае / Les Tribulations d’un Chinois en Chine — Бискотон
- 1965 — Кутилы — адвокат
- 1974 — Слишком – это слишком / Trop c’est trop
- 1974 — Не трогай белую женщину / Touche pas a la femme blanche — майор Арчибальд
- 1981 — Играть ва-банк / Le bahut va craquer
- 1982 — Без четверти два до нашей эры / Deux heures moins le quart avant Jésus-Christ
- 1988 — Ночь в национальной ассамблее / Une nuit à l’Assemblée nationale
- 1999 — Огюстен, король кун-фу / Augustin, roi du kung-fu
- 2002 — Если бы я был богат / Ah ! si j'étais riche
- 2003 — Только не в губы / Pas sur la bouche — мадам Фоин
- 2003 — Пропавшие моряки / Les Marins perdus